# Герб на Канада
Кралският герб на Канада е официалният герб на Канада, понастоящем оглавявана от кралица Елизабет II.
 Кралският герб на Канада е от 1921 г. официалния герб на канадската монархия и по този начин също така на Канада.
Гербът е тясно свързан с модела на кралският герб на Обединеното кралство с френски и канадски отличителни елементи, заместващи или добавени към тези, получени от британците.
- 1921–1957
- 1957–1994
- 1994